# Trachyplana tuberculosa
Trachyplana tuberculosa is een soort in de taxonomische indeling van de platwormen (Platyhelminthes). De worm is tweeslachtig en kan zowel mannelijke als vrouwelijke geslachtscellen produceren. De soort leeft in zeer vochtige omstandigheden. 
De platworm komt uit het geslacht Trachyplana. Trachyplana tuberculosa werd in 1857 beschreven door Stimpson.